# Perugia Calcio
A Perugia Calcio olasz labdarúgócsapat Perugia városában. 1905-ben alapították, 2023 óta a harmadosztály tagja. A klub eddig tizenhárom idényben szerepelt a Serie A-ban; legjobb helyezésüket at 1978–1979-es szezonban érték el, amikor veretlenül végeztek a tabella második helyén az AC Milan csapata mögött. A klub hazai mérkőzéseit a Stadio Renato Curiban játssza. A klub legnagyobb nemzetközi sikere a 2003-as szezonban elért Intertotó-kupa győzelem.

## Története
A Perugia Calcio csapatát 1905-ben alapították. A klub először 1975-ben jutott fel az olasz élvonalba és egészen 1981-ig nem esett ki. 1979-ben az olasz bajnokság második helyén végeztek, így indulhattak az 1979–1980-as UEFA-kupa küzdelmeiben, ahol a második fordulóban estek ki a görög Árisz csapata ellen. Az 1980-as években a klub próbált visszajutni az élvonalba, de sikertelenül, 1986-ban a csapatot a Serie C2-be sorolták, ezidőtájt futballozott a csapatban a későbbi olasz válogatott és UEFA-bajnokok ligája győztes Fabrizio Ravanelli és Angelo di Livio. 1994-ben a klub visszajutotott a Serie B-be, 1996-ban pedig az élvonalba. 1998 és 2004 között a klub őrizte élvonalbeli tagságát, olyan játékosokkal a soraiban, mint Fabio Grosso, Marco Materazzi, Óscar Córdoba, Hidetoshi Nakata, An Dzsonghvan, Traianósz Délasz és Jay Bothroyd. A klub megnyerte a 2003-as Intertotó-kupát, a fináléban a német Wolfsburg csapatát felülmúlva, így kvalifikálta magát a 2003–2004-es UEFA-kupa selejtezőkörébe; a Perugia csapata egészen a harmadik fordulóig jutott, ahol a holland PSV Eindhoven csapata búcsúztatta őket. A klub 2004-ben kiesett az olasz élvonalból.

## Sikerei
- Serie A

Ezüstérmes: 1 alkalommal (1978–79)
- Serie B

Bajnok: 1 alkalommal (1974–75)
- Intertotó-kupa

Győztes: 1 alkalommal (2003)

## Külső hivatkozások
- Adatlapja az UEFA hivatalos oldalán (angolul)
- Perugia Calcio adatlapja a Soccerway oldalon (angolul)